# Oritine
L’oritine est un flavan-3-ol.
Les protéracacinidines sont un type de tanins condensés. Les tanins condensés sont des polymères de flavanols et les protéracacinidines sont notamment composées d'unités d'oritine. Le nom provient du fait que ces tanins produisent de la téracacinidine, une anthocyanidine, lors de leur hydrolyse en milieu acide.